# Catocala subnata
Catocala subnata (tên tiếng Anh: Youthful Underwing) là một loài bướm đêm thuộc họ Erebidae. Nó được tìm thấy ở Manitoba, Ontario, Quebec, và New Brunswick tới Nova Scotia, phía nam qua Maine và Connecticut tới North Carolina và phía tây đến Tennessee, Kentucky, và Texas, then phía bắc đến Iowa, Wisconsin, và Michigan.
Sải cánh dài 75–90 mm. Con trưởng thành bay từ tháng 7 đến tháng 9 tùy theo địa điểm. Có thể có một lứa một năm.
Ấu trùng ăn Carya cordiformis, Juglans cinerea và Juglans nigra.